# Список символов штата Вашингтон

Штат Вашингтон на карте США

Ниже представлен список символов штата Вашингтон, США.

## Знаки отличия
| Тип    | Символ            | Описание | Дата принятия | Изображение |
| ------ | ----------------- | --- | ------------- | ----------- |
| Флаг   | Флаг Вашингтона   | Представляет собой тёмно-зелёное полотнище с печатью штата Вашингтон в центре.                                               | 1923 г.       |             |
| Печать | Печать Вашингтона | Была создана в 1889 году, присутствует на официальном флаге штата Вашингтон. Содержит портрет президента Джорджа Вашингтона. | 1967 г.       |             |

## Растения
| Тип    | Символ                    | Описание | Дата принятия | Изображение |
| ------ | ------------------------- | --- | ------------- | ----------- |
| Дерево | Тсуга западная            | Был предложен в городе Портленд (штат Орегон), в свою очередь вашингтонские газеты предложили выбрать Западный красный кедр. Представитель Вашингтона Джордж Адамс умолял Законодательное собрание выбрать Тсугу западную, так как, по его словам, «это дерево будет основой лесной промышленности этого штата». | 1947 г.       |             |
| Злак   | Псевдорогнерия колосистая | Играет важную роль в сельскохозяйственной деятельности Вашингтона. | 1989 г.       |             |
| Овощ   | Сладкий лук               | Был занесён с острова Корсика французским солдатом. Сладкий лук хорошо подходил для климата юго-востока Вашингтона, спустя несколько поколений он приобрёл большую сладость и размер. | 2007 г.       |             |
| Фрукт  | Яблоко                    | Вашингтон производит больше всего яблок в США. | 1989 г.       |             |
| Цветок | Рододендрон крупнолистный | Был предложен в 1892 году женщинами из штата Вашингтон, в голосовании на выбор цветка-символа Вашингтона было рассмотрено 6 цветов. В финальное голосование помимо рододендрона прошёл клевер. | 1959 г.       |             |

## Животные
| Тип                   | Символ             | Описание | Дата принятия | Изображение |
| --------------------- | ------------------ | --- | ------------- | ----------- |
| Земноводное           | Королевская квакша | Обитают почти по всей территории штата. | 2007 г.       |             |
| Млекопитающее         | Олимпикский сурок  | Был предложен учениками 4—5 классов школы Веджвуд в Сиэтле. | 2009 г.       |             |
| Моллюск               | Ostrea lurida      | Данный вид устриц играет важную роль в культуре моллюсков в штате Вашингтон. | 2014 г.       |             |
| Морское млекопитающее | Косатка            | Косатка является важным символом индейской культуры. Она была избрана млекопитающим штата после двухлетних исследований и убеждений со стороны второклассников начальной школы в городе Ок-Харбор (штат Вашингтон). | 2005 г.       |             |
| Насекомое             | Дозорщик зелёный   | Было предложено группой учеников начальной школы в Крествуде. | 1997 г.       |             |
| Птица                 | Американский чиж   | В 1928 году среди школьников было проведено голосование на птицу штата, победил западный луговой трупиал, несмотря на то, что он был избран в семи других штатах. В 1931 году Вашингтонская федерация женских клубов провела другое голосование, победил американский чиж, теперь у Вашингтона было две птицы штата. В 1951 году школьниками американский чиж был избран единственной птицей штата. | 1931 г.       |             |
| Рыба                  | Микижа             | Одна из самых популярных рыб в любительском рыболовстве — одной из главных отраслей штата Вашингтон. | 1969 г.       |             |

## Геология
| Тип        | Символ            | Описание | Дата принятия | Изображение |
| ---------- | ----------------- | --- | ------------- | ----------- |
| Водопад    | Палаус-Фолс       | Водопад Палаус-Фолс играет важную роль в экономике штата — каждый год его посещает от 80 до 100 тыс. туристов. Он занял шестое место из 10 в списке лучших водопадов США.                          | 2014 г.       |             |
| Ископаемое | Мамонт Колумба    | В 1998 году было подтверждено, что мамонты действительно бродили по североамериканскому континенту, прибыв туда через Берингов пролив.                                                             |               |             |
| Минерал    | Окаменелое дерево | Столетия назад на территории Вашингтона случались потоки лавы из вулканических трещин, а потому сейчас на его территории есть большое количество окаменелых брёвен, деревьев, лесов и даже парков. | 1975 г.       |             |

## Культура
| Тип            | Символ                       | Описание | Дата принятия     | Изображение |
| -------------- | ---------------------------- | --- | ----------------- | ----------- |
| Корабль        | «Леди Вашингтон»             | Был спущен на воду 7 марта 1989 года. | 2007 г.           |             |
| Народная песня | «Roll On, Columbia, Roll On» | В 1940-х Бонневильским энергетическим управлением был выпущен фильм, призывавший людей электрифицировать свои дома и фермы за счёт энергии, вырабатываемой на реке Колумбия. В рамках этого проекта за 270 долларов был нанят певец Вуди Гатри, написавший 26 песен для фильма, самой популярной из них стала «Roll On, Columbia, Roll On». | 1987 г.           |             |
| Песня          | «Washington, My Home»        | Стала официальной государственной песней в 1959 году. В этот же год законопроект о том, чтобы «Вашингтон, мой дом» стала песней штата, был единогласно одобрен. | 1959 г.           | —           |
| Танец          | Сквэр-данс                   | Был занесён пионерами при переселении на запад. | 17 апреля 1979 г. |             |
| Тартан         | Тартан Вашингтона            | Зелёный цвет на тартане обозначает богатые леса Вашингтона, синий — водоёмы, белый — заснеженные горы, красный — культуры яблони и вишни, жёлтый — зерновые культуры, чёрный символизирует извержение вулкана Сент-Хеленс 1980 года. | 1991 г.           |             |

## Неофициальные символы
- У штата Вашингтон имеется свой девиз, хотя и неофициальный — «Al-ki» (на языке индейцев означает «постепенно»);
- Вашингтон был назван «вечнозелёным штатом» американским историком и пионером, однако этот титул также официальным не стал[2].